# Carnival (1935)
Carnival é um filme de comédia estadunidense de 1935 dirigido por Walter Lang e estrelado por Jimmy Durante e Sally Eilers. O filme também inclui a participação de Lucille Ball em um pequeno papel não creditado como enfermeira.

## Elenco
- Lee Tracy como Chick Thompson
- Sally Eilers como Dasiy
- Jimmy Durante como Fingers
- Florence Rice como Miss Holbrook
- Thomas E. Jackson como Mac
- Dickie Walters como Poochy (como John Richard Walters)
- Lucille Ball ... enfermeira (sem créditos)